# Praski metronom

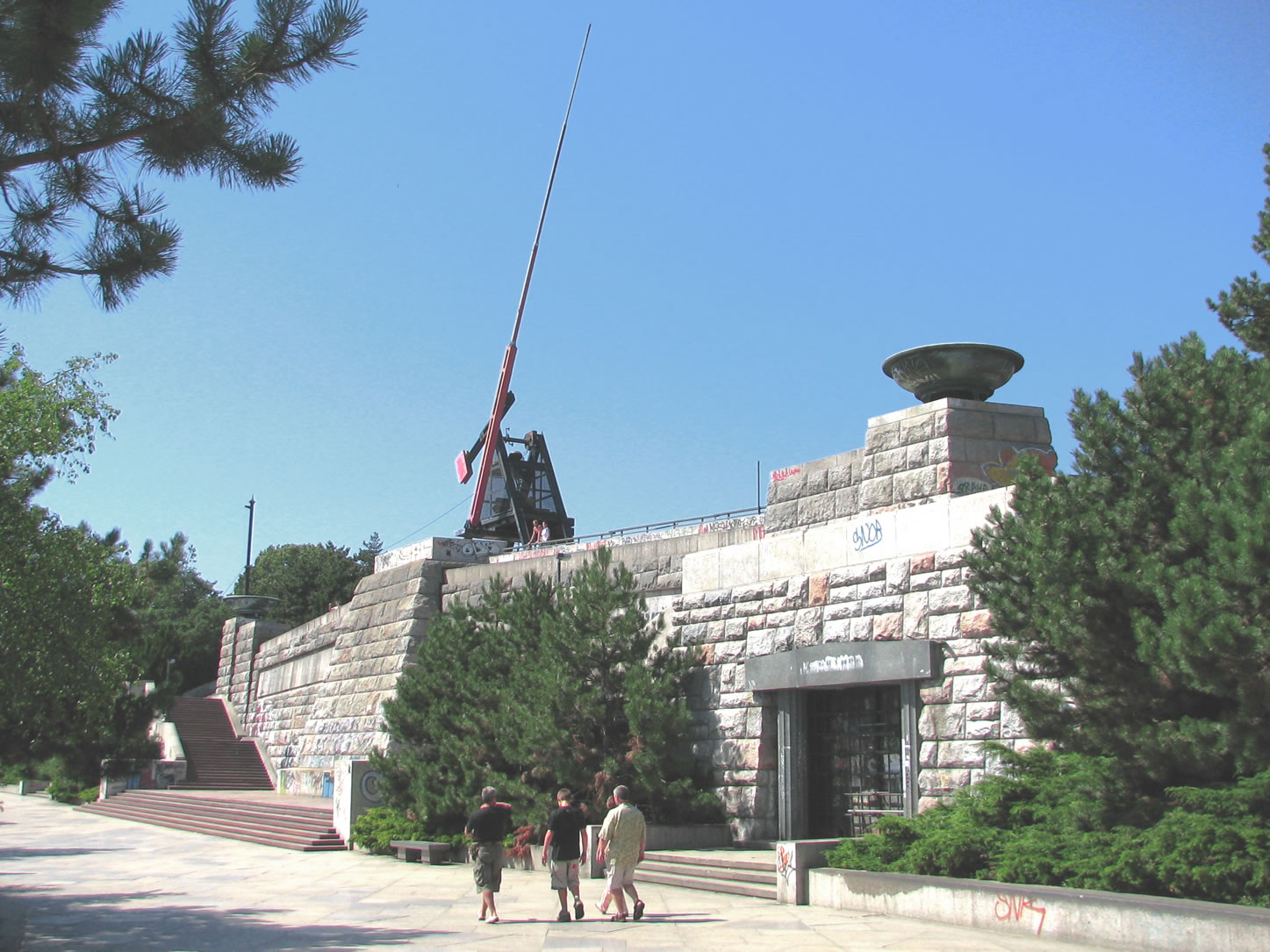
Praski metronom

Praski metronom – olbrzymi metronom w stolicy Czech – Pradze. Usytuowany nad rzeką Wełtawą powstał w 1991 roku na miejscu największego na świecie pomnika Józefa Stalina, zburzonego w 1962.